# Náměstí 28. dubna

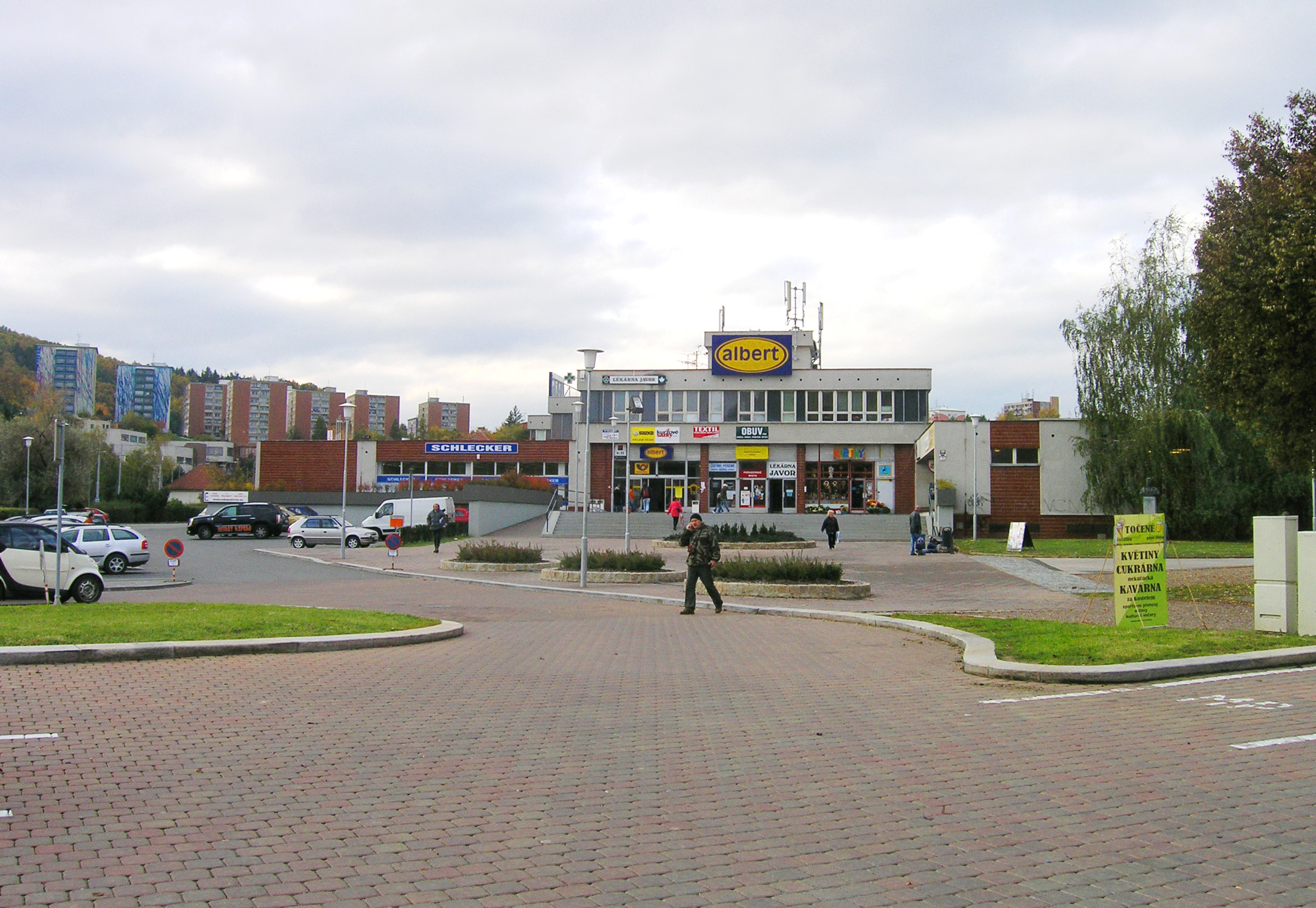
Jižní část náměstí s obchodním domem

Náměstí 28. dubna je náměstí v historické zástavbě brněnské městské části Bystrc (tzv. Stará Bystrc), v katastrálním území Bystrc, na pravém břehu řeky Svratky. Své pojmenování odkazující na osvobození Bystrce na konci druhé světové války, k němuž došlo 28. dubna 1945, nese od 28. prosince 1960.
Základem náměstí je původní bystrcká náves okolo kostela svatého Jana Křtitele a svatého Jana Evangelisty. Má trojúhelníkový tvar a je částečně zastavěné. Na západě je protažené až k ústí ulic Výhon, Přístavní, Nad Kašnou a Živného. V tomto místě stojí před restaurací U Šťávů nejstarší brněnský strom, Bystrcká lípa, pod níž se dříve obyvatelé návsi scházeli. Na severním cípu se náměstí táhne až ke sjezdu ze silnice II/384 (ulice Obvodová), která jej svým průběhem podél Svratky ohraničuje z východní strany. Souběžně s touto komunikací je vedeno také těleso tramvajové tratě z Pisárek do Bystrce, při němž byl v severní části náměstí vybudován přestupní terminál Zoologická zahrada v rámci IDS JMK. Jižní část náměstí je navíc dopravně obsluhována trolejbusy a autobusy prostřednictvím zastávky Náměstí 28. dubna.